# Mijamoto Cunejaszu
Mijamoto Cunejaszu (Oszaka, 1977. február 7. –) japán válogatott labdarúgó.
A japán válogatott tagjaként részt vett a 2002-es és a 2006-os világbajnokságon.

## Statisztika
| Japán válogatott | Japán válogatott | Japán válogatott |
| Időszak          | Mérk.            | gól              |
| ---------------- | ---------------- | ---------------- |
| 2000             | 2                | 0                |
| 2001             | 3                | 0                |
| 2002             | 11               | 0                |
| 2003             | 10               | 0                |
| 2004             | 19               | 2                |
| 2005             | 15               | 1                |
| 2006             | 11               | 0                |
| Összesen         | 71               | 3                |